# Charles Coyle
Pour les articles homonymes, voir Coyle.
Charles Robert Coyle, dit Charlie Coyle, (né le 2 mars 1992 à Weymouth, Massachusetts aux États-Unis) est un joueur professionnel américain de hockey sur glace.

## Biographie

### Carrière en club
Coyle joue sa première année en junior avec les Kings de South Shore dans l'EJHL en 2009-2010. Il passe ensuite deux saisons à l'université avec les Terriers de Boston dans le championnat NCAA. 
Il est choisi au premier tour en vingt-huitième position par les Sharks de San José au repêchage d'entrée dans la LNH 2010. 
Le 25 juin 2011, il est échangé avec Devin Setoguchi et un choix de premier tour au repêchage 2011 au Wild du Minnesota en retour de Brent Burns et un choix de deuxième tour au repêchage 2012. 
En 2011-2012, il rejoint les Sea Dogs de Saint-Jean dans la Ligue de hockey junior majeur du Québec. Les Sea Dogs remportent la Coupe du président 2012. 
Il fait le saut chez les professionnels en 2012 avec les Aeros de Houston, club ferme du Wild dans la Ligue américaine de hockey. Le 4 février 2013, il dispute  son premier match en carrière dans la Ligue nationale de hockey face aux Coyotes de Phoenix. Il marque son premier but, le 23 février, contre les Flames de Calgary.
Le 20 février 2019, il est échangé aux Bruins de Boston en retour de l'attaquant Ryan Donato et d'un choix conditionnel de 5e ronde en 2019 .
Les Bruins l'échangent à l'Avalanche du Colorado en retour de Casey Mittelstadt le 7 mars 2025.

### Carrière internationale
Il représente les États-Unis en sélection jeune.

## Parenté dans le sport
Il est le cousin de Tony Amonte et le petit-cousin de Bobby Sheehan. Il évolue au poste d'attaquant.

## Statistiques

### En club
| Saison     | Équipe                 | Ligue      |     | Saison régulière | Saison régulière | Saison régulière | Saison régulière | Saison régulière |    | Séries éliminatoires | Séries éliminatoires | Séries éliminatoires | Séries éliminatoires | Séries éliminatoires |
| Saison     | Équipe                 | Ligue      | PJ  | B                | A                | Pts              | Pun              | PJ               | B  | A                    | Pts                  | Pun                  |                      |                      |
| 2007-2008  | Thayer Academy         | USHS       |     |                  |                  |                  |                  |                  |    |                      |                      |                      |                      |                      |
| 2008-2009  | Thayer Academy         | USHS       | 26  | 20               | 28               | 48               | 4                |                  |    |                      |                      |                      |                      |                      |
| 2009-2010  | Kings de South Shore   | EJHL       | 42  | 21               | 42               | 63               | 50               | 4                | 2  | 1                    | 3                    | 0                    |                      |                      |
| 2009-2010  | USA Hockey 18 ans      | USDP       | 4   | 1                | 0                | 1                | 2                |                  |    |                      |                      |                      |                      |                      |
| 2010-2011  | Terriers de Boston     | NCAA       | 37  | 7                | 19               | 26               | 34               | -                | -  | -                    | -                    | -                    |                      |                      |
| 2011-2012  | Terriers de Boston     | NCAA       | 16  | 3                | 11               | 14               | 20               | -                | -  | -                    | -                    | -                    |                      |                      |
| 2011-2012  | Sea Dogs de Saint-Jean | LHJMQ      | 23  | 15               | 23               | 38               | 8                | 17               | 15 | 19                   | 34                   | 8                    |                      |                      |
| 2012-2013  | Aeros de Houston       | LAH        | 47  | 14               | 11               | 25               | 22               | -                | -  | -                    | -                    | -                    |                      |                      |
| 2012-2013  | Wild du Minnesota      | LNH        | 37  | 8                | 6                | 14               | 28               | 5                | 0  | 2                    | 2                    | 2                    |                      |                      |
| 2013-2014  | Wild du Minnesota      | LNH        | 70  | 12               | 18               | 30               | 33               | 13               | 4  | 7                    | 11                   | 6                    |                      |                      |
| 2014-2015  | Wild du Minnesota      | LNH        | 82  | 11               | 24               | 35               | 39               | 10               | 1  | 1                    | 2                    | 0                    |                      |                      |
| 2015-2016  | Wild du Minnesota      | LNH        | 82  | 21               | 21               | 42               | 16               | 6                | 1  | 1                    | 2                    | 6                    |                      |                      |
| 2016-2017  | Wild du Minnesota      | LNH        | 82  | 18               | 38               | 56               | 36               | 5                | 2  | 0                    | 2                    | 2                    |                      |                      |
| 2017-2018  | Wild du Minnesota      | LNH        | 66  | 11               | 26               | 37               | 18               | 5                | 0  | 0                    | 0                    | 2                    |                      |                      |
| 2018-2019  | Wild du Minnesota      | LNH        | 60  | 10               | 18               | 28               | 16               | -                | -  | -                    | -                    | -                    |                      |                      |
| 2018-2019  | Bruins de Boston       | LNH        | 22  | 2                | 4                | 6                | 4                | 24               | 9  | 7                    | 16                   | 12                   |                      |                      |
| 2019-2020  | Bruins de Boston       | LNH        | 70  | 16               | 21               | 37               | 21               | 13               | 3  | 2                    | 5                    | 2                    |                      |                      |
| 2020-2021  | Bruins de Boston       | LNH        | 51  | 6                | 10               | 16               | 20               | 11               | 2  | 1                    | 3                    | 6                    |                      |                      |
| 2021-2022  | Bruins de Boston       | LNH        | 82  | 16               | 28               | 44               | 32               | 7                | 2  | 4                    | 6                    | 2                    |                      |                      |
| 2022-2023  | Bruins de Boston       | LNH        | 82  | 16               | 29               | 45               | 30               | 7                | 1  | 1                    | 2                    | 4                    |                      |                      |
| 2023-2024  | Bruins de Boston       | LNH        | 82  | 25               | 35               | 60               | 38               | 13               | 1  | 4                    | 5                    | 12                   |                      |                      |
| 2024-2025  | Bruins de Boston       | LNH        | 64  | 15               | 7                | 22               | 18               | -                | -  | -                    | -                    | -                    |                      |                      |
| Totaux LNH | Totaux LNH             | Totaux LNH | 867 | 172              | 278              | 450              | 331              | 119              | 25 | 27                   | 52                   | 56                   |                      |                      |

### En équipe nationale
| Année | Compétition                 |   | PJ | B | A | Pts | Pun | +/-                |  | Résultat |
| 2011  | Championnat du monde junior | 6 | 2  | 4 | 6 | 4   | +1  | Médaille de bronze |  |          |
| 2012  | Championnat du monde junior | 6 | 4  | 1 | 5 | 2   | +2  | Septième place     |  |          |
| 2015  | Championnat du monde        | 5 | 3  | 2 | 5 | 6   | +3  | Médaille de bronze |  |          |

## Trophées et honneurs personnels

### Eastern Junior Hockey League (EJHL)
- 2009-2010 : nommé recrue de la saison.

### Hockey East
- 2010-2011 : 
  - nommé recrue de la saison
  - nommé dans l'équipe des recrues

### LHJMQ
- 2011-2012 : remporte le trophée Guy-Lafleur